# Belobreșca, Caraș-Severin
Belobreșca (în sârbă Белобрешка, cu alfabetul latin: Belobreška) este un sat în comuna Pojejena din județul Caraș-Severin, Banat, România.
Hotarul satului se învecinează la E cu hotarul satului Șușca, la N cu hotarul satelor Câmpia și Zlatița, la V cu satul Divici, iar în partea de sud are ieșire la Dunăre, în sectorul de frontieră cu Serbia.
Prin sat trece drumul 57/A,o ramificație a DN 57 care face legătura între orașele Oravița și Orșova, care duce spre comuna Socol.
După construcția hidrocentralei Porțile de Fier I,după formarea lacului de acumulare,drumul a primit un nou traseu, vechiul drum rămânând sub ape, noul drum fiind asfaltat între anii 1970-1975.
În apropierea satului se înalță munții Locvei, a căror înălțime atinge chiar 600 m, în partea de S-E a Locvei se întind munții Almăjului cu Vf. Moldovița de 720 m.
Așadar, formele de relief sunt diversificate, de la munte, deal, până la câmpie și lunca Dunării. De asemenea, flora și fauna sunt variate și bogate, de la plante ce cresc pe malurile apei până la înalții și secularii copaci din munții Locvei, de la cele mai mici și primare forme de viață acvatică până la sălbaticele animale ale munților.
Fiind așezat în partea de S-V a țării, fiind mai aproape de Marea Mediterană, clima este mai blândă, cu iernile nu foarte geroase, dar cu veri călduroase și chiar caniculare, cu o toamnă lungă și ploioasă și, sigur, cu o primăvară timpurie.
În sat bat două feluri de vânturi: "Gorniak"(din partea de Nord, un vânt rece) și "Koșava"(din partea de Sud, un vânt cald, cu o viteză chiar de până la 120 km/h).
Un argument concludent referitor la clima de tip mediteranean de aici este și faptul ca smochinul se cultivă pe o scară foarte largă.
Despre istoricul localității:

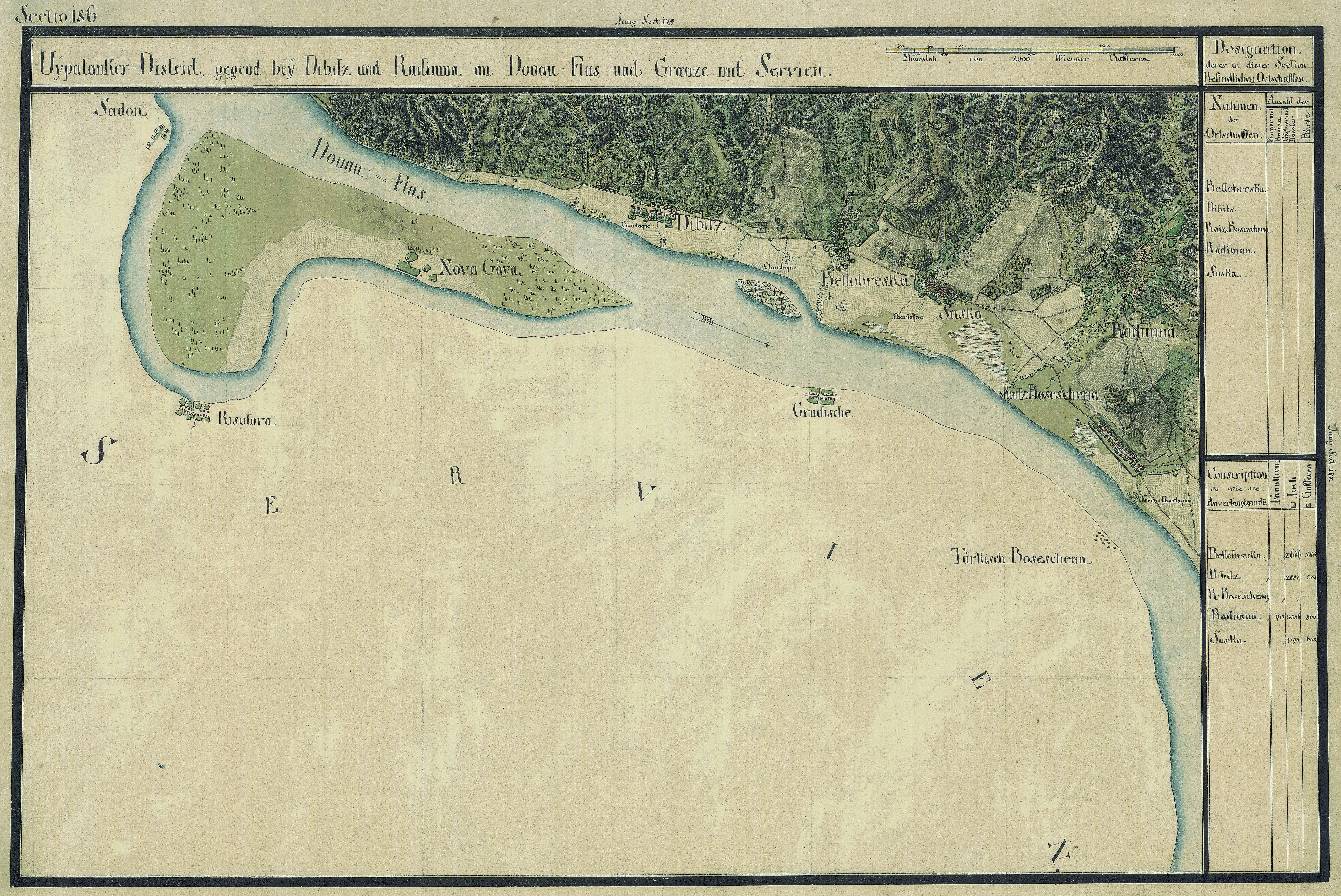
Belobreșca în Harta Iosefină a Banatului, 1769-72

Este foarte greu de stabilit poziția inițială a satului pentru datele referitoare la acest lucru sunt foarte puține.
Potrivit hărții generalului Mercy, din anul 1723, imediat după așezarea primilor locuitori, poziția inițială a satului era alta decât cea de azi. Satul era așezat mai departe de Dunăre, pe dealurile din apropiere,la locul cunoscut sub numele de "seoska voća" (Сeocka Вoћa), adică "livezile satului".
Acest lucru se adeverește și de câtre cercetătorii români Alexandru Moise și Monica Bandoș, în lucrarea "Monografia Clisurei" (Oravița,1938).
Nici după 50 de ani satul nu își schimbă poziția inițială, astfel că pe harta lui Francisc Griselini din 1776, satul este poziționat ca și pe harta lui Mercy.
Satul începe să își schimbe poziția abia din a doua jumătate a sec XVIII, mai mult de nevoie decât benevol, datorită legislației administrative austriece, privind înființarea satelor grănicerești (sate adunate), în zona de graniță, câreia îi aparținea și Belobreșca.
Ca așezare locuită, Belobreșca sub acest nume se pomenește în anul 1713. Este necesar să amintim că Pavel Binder  care, în lucrarea sa intitulată "Lista localităților din Banat de la sfărșitul sec.XVIII-lea”, în ”Studii de istorie a Banatului”, va publica o conscripție a Marseiului din Bologna, în care sunt înscrise 390 de localități bănățene în perioada 1690-1700, printre care și Belobreșca.
I.D.Suciu și Radu Constantinescu reproduc un manuscris în care în anul 1660 satul se numea "Biller".